# Vzpírání na Letních olympijských hrách 1976
Vzpěračské soutěže na Letních olympijských hrách 1976 v Montréalu.

## Medailisté

### Muži
| Kategorie  | Zlato                                    | Stříbro                                          | Bronz                                               |
| ---------- | ---------------------------------------- | ------------------------------------------------ | --------------------------------------------------- |
| –52 kg     | Alexandr Voronin · Sovětský svaz (URS)   | György Kõszegi · Maďarsko (HUN)                  | Mohammad Nassiri · Írán (IRI)                       |
| –56 kg     | Norair Nurikjan · Bulharsko (BUL)        | Grzegorz Cziura · Polsko (POL)                   | Kenkichi Ando · Japonsko (JPN)                      |
| –60 kg     | Nikolaj Kolesnikov · Sovětský svaz (URS) | Georghi Todorov · Bulharsko (BUL)                | Kazumasa Hirai · Japonsko (JPN)                     |
| –67.5 kg   | Pjotr Korol · Sovětský svaz (URS)        | Daniel Senet · Francie (FRA)                     | Kazimierz Czarnecki · Polsko (POL)                  |
| –75 kg     | Jordan Mitkov · Bulharsko (BUL)          | Vardan Militosyan · Sovětský svaz (URS)          | Peter Wenzel · Německá demokratická republika (GDR) |
| –82.5 kg   | Valerij Šarij · Sovětský svaz (URS)      | Trendafil Stoitchev · Bulharsko (BUL)            | Péter Baczakó · Maďarsko (HUN)                      |
| –90 kg     | David Rigert · Sovětský svaz (URS)       | Lee James · Spojené státy americké (USA)         | Atanas Shopov · Bulharsko (BUL)                     |
| –110 kg    | Jurij Zajcev · Sovětský svaz (URS)       | Krastiu Semerdzhiev · Bulharsko (BUL)            | Tadeusz Rutkowski · Polsko (POL)                    |
| nad 110 kg | Vasilij Alexejev · Sovětský svaz (URS)   | Gerd Bonk · Německá demokratická republika (GDR) | Helmut Losch · Německá demokratická republika (GDR) |

## Přehled medailí
| Pořadí | Země                                 | Zlato | Stříbro | Bronz | Celkově |
| ------ | ------------------------------------ | ----- | ------- | ----- | ------- |
| 1.     | Sovětský svaz (URS)                  | 7     | 1       | 0     | 8       |
| 2.     | Bulharsko (BUL)                      | 2     | 3       | 1     | 6       |
| 3.     | Německá demokratická republika (GDR) | 0     | 1       | 2     | 3       |
| 3.     | Polsko (POL)                         | 0     | 1       | 2     | 3       |
| 5.     | Maďarsko (HUN)                       | 0     | 1       | 1     | 2       |
| 6.     | Francie (FRA)                        | 0     | 1       | 0     | 1       |
| 6.     | Spojené státy americké (USA)         | 0     | 1       | 0     | 1       |
| 8.     | Japonsko (JPN)                       | 0     | 0       | 2     | 2       |
| 9.     | Írán (IRI)                           | 0     | 0       | 1     | 1       |
| Celkem | Celkem                               | 9     | 9       | 9     | 27      |